# Albert Vallci
Albert Vallci (albanés: Vallçi; 2 de julio de 1995, Voitsberg, Austria) es un futbolista austríaco que juega de defensa en el FC St. Gallen de la Superliga de Suiza.

## Trayectoria

### Inicios
A los 6 años comenzó a jugar al fútbol en el FC Lankowitz, donde después de ocho años fue transferido al Kapfenberger SV. El 9 de marzo de 2013 debutó con el Kapfenberger SV II en la 16.ª jornada de la Austrian Regionalliga Central contra el Villacher SV tras entrar como suplente en el minuto 63 en lugar de Michael Vollmann. Después de un año, debutó el 13 de mayo como futbolista profesional en una derrota a domicilio por 1-0 contra el F. C. Liefering tras ser nombrado titular. En enero de 2015 fichó por el SV Lafnitz de la Regionalliga Central austriaca.

### SV Horn
El 10 de junio de 2016, fichó por el SV Horn de la 2. Liga, con un contrato de dos años. El 16 de julio de 2016 debutó con el SV Horn en la primera ronda de la Copa de Austria 2016-17 contra el FCM Traiskirchen tras entrar como suplente en el minuto 62 en lugar de Milan Bortel.

### FC Wacker Innsbruck
El 2 de junio de 2017, se incorporó al FC Wacker Innsbruck de la 2. Liga, con un contrato de un año. El 19 de septiembre de 2017, debutó con el Wacker Innsbruck en la segunda ronda de la Copa de Austria 2017-18 contra el SKU Amstetten tras ser incluido en el equipo titular.

### Red Bull Salzburgo
El 18 de enero de 2019, se incorporó al Red Bull Salzburgo de la Bundesliga austriaca con un contrato de tres años. El 21 de febrero de 2019, debutó con el Red Bull Salzburgo en los octavos de final de la Liga Europa de la UEFA 2018-19 contra el Club Brujas, tras entrar como suplente en el minuto 77 en lugar del lesionado Marin Pongračić.

## Selección nacional
El 28 de mayo de 2019 recibió una convocatoria de la selección nacional de Austria para la clasificación para la Eurocopa 2020 contra Eslovenia y Macedonia del Norte, aunque fue suplente no utilizado en ambos partidos.

## Vida personal
Nació en Voitsberg, Austria, de padre albanés de Kosovo de Mitrovica y madre rumana.

## Estadísticas

### Clubes
Actualizado al último partido disputado el 23 de octubre de 2022.
‌
| Club                          | Div.          | Temporada     | Liga  | Liga  | Copas nacionales | Copas nacionales | Copas internacionales | Copas internacionales | Total | Total |
| Club                          | Div.          | Temporada     | Part. | Goles | Part.            | Goles            | Part.                 | Goles                 | Part. | Goles |
| ----------------------------- | ------------- | ------------- | ----- | ----- | ---------------- | ---------------- | --------------------- | --------------------- | ----- | ----- |
| Kapfenberger SV II · Austria  | 3.ª           | 2012-13       | 1     | 0     | —                | —                | —                     | —                     | 1     | 0     |
| Kapfenberger SV II · Austria  | 3.ª           | 2013-14       | 24    | 3     | —                | —                | —                     | —                     | 24    | 3     |
| Kapfenberger SV II · Austria  | 4.ª           | 2014-15       | 9     | 1     | —                | —                | —                     | —                     | 9     | 1     |
| Kapfenberger SV II · Austria  | Total club    | Total club    | 34    | 4     | 0                | 0                | 0                     | 0                     | 34    | 4     |
| Kapfenberger SV · Austria     | 2.ª           | 2013-14       | 2     | 0     | 0                | 0                | —                     | —                     | 2     | 0     |
| Kapfenberger SV · Austria     | 2.ª           | 2014-15       | 5     | 0     | 1                | 0                | —                     | —                     | 6     | 0     |
| Kapfenberger SV · Austria     | Total club    | Total club    | 7     | 0     | 1                | 0                | 0                     | 0                     | 8     | 0     |
| SV Lafnitz · Austria          | 3.ª           | 2014-15       | 12    | 0     | 0                | 0                | —                     | —                     | 12    | 0     |
| SV Lafnitz · Austria          | 3.ª           | 2015-16       | 25    | 1     | 0                | 0                | —                     | —                     | 25    | 1     |
| SV Lafnitz · Austria          | Total club    | Total club    | 37    | 1     | 0                | 0                | 0                     | 0                     | 37    | 1     |
| SV Horn · Austria             | 2.ª           | 2016-17       | 32    | 4     | 2                | 0                | —                     | —                     | 34    | 4     |
| SV Horn · Austria             | Total club    | Total club    | 32    | 4     | 2                | 0                | 0                     | 0                     | 34    | 4     |
| FC Wacker Innsbruck · Austria | 2.ª           | 2017-18       | 33    | 3     | 2                | 0                | —                     | —                     | 35    | 3     |
| FC Wacker Innsbruck · Austria | 1.ª           | 2018-18       | 16    | 0     | 2                | 2                | —                     | —                     | 18    | 2     |
| FC Wacker Innsbruck · Austria | Total club    | Total club    | 49    | 3     | 4                | 2                | 0                     | 0                     | 53    | 5     |
| Red Bull Salzburgo · Austria  | 1.ª           | 2018-19       | 10    | 1     | 1                | 0                | 1                     | 0                     | 12    | 1     |
| Red Bull Salzburgo · Austria  | 1.ª           | 2019-20       | 18    | 2     | 3                | 0                | 2                     | 0                     | 23    | 2     |
| Red Bull Salzburgo · Austria  | 1.ª           | 2020-21       | 17    | 1     | 5                | 1                | 4                     | 0                     | 26    | 2     |
| Red Bull Salzburgo · Austria  | 1.ª           | 2021-22       | 0     | 0     | 0                | 0                | 0                     | 0                     | 0     | 0     |
| Red Bull Salzburgo · Austria  | Total club    | Total club    | 45    | 4     | 9                | 1                | 7                     | 0                     | 61    | 5     |
| FC St. Gallen · Suiza         | 1.ª           | 2022-23       | 4     | 0     | 0                | 0                | —                     | —                     | 4     | 0     |
| FC St. Gallen · Suiza         | Total club    | Total club    | 4     | 0     | 0                | 0                | 0                     | 0                     | 4     | 0     |
| Total carrera                 | Total carrera | Total carrera | 208   | 16    | 16               | 3                | 7                     | 0                     | 231   | 19    |